# Comuna Balaklia, Smila
Balaklia (în ucraineană Балаклія) este o comună în raionul Smila, regiunea Cerkasî, Ucraina, formată din satele Balaklia (reședința) și Teklîne.

## Demografie
Componența lingvistică a comunei Balaklia
     Ucraineană (96,6%)
     Rusă (3,05%)
     Alte limbi (0,12%)
Conform recensământului din 2001, majoritatea populației comunei Balaklia era vorbitoare de ucraineană (96,6%), existând în minoritate și vorbitori de rusă (3,05%).